# Zerfallsreihe
Eine Zerfallsreihe im allgemeinen Sinn ist die Abfolge der nacheinander entstehenden Produkte eines radioaktiven Zerfalls. Sie bildet sich, indem ein Radionuklid sich in ein anderes, dieses in ein drittes umwandelt usw. („zerfällt“). Das zuerst entstehende Nuklid wird Tochternuklid genannt, das dem Tochternuklid folgende Enkelnuklid, das dem Enkelnuklid folgende Urenkelnuklid usw.
Aus einer vorhandenen Menge eines instabilen Nuklids bildet sich durch Zerfall ein Gemisch der Nuklide, die ihm in der Zerfallsreihe folgen, bevor irgendwann alle Atomkerne die Reihe bis zum Endnuklid durchlaufen haben. In dem Gemisch sind Nuklide mit kurzer Halbwertszeit nur in geringer Menge vorhanden, während solche mit längerer Halbwertszeit sich entsprechend stärker ansammeln.

## Die drei natürlichen Zerfallsreihen
Praktisch und historisch wichtig sind die Zerfallsreihen der drei primordialen Radionuklide Uran-238, Uran-235 und Thorium-232, auch Natürlich radioaktive Familien genannt. Sie entstehen durch Alpha- und Beta-Zerfall, die mehr oder weniger regelmäßig abwechselnd aufeinander folgen. Manche der beteiligten Nuklide haben auch die alternativ mögliche, aber seltene Zerfallsart Spontanspaltung; sie führt aus der jeweiligen Zerfallsreihe hinaus und wird hier nicht beachtet.
Ein Alphazerfall verringert die Massenzahl des Atomkerns um 4 Einheiten, ein Betazerfall lässt sie unverändert. Schreibt man die Massenzahl A als A = 4n+m (dabei ist n irgendeine natürliche Zahl und m eine der Zahlen 0, 1, 2 oder 3), bleibt deshalb m innerhalb einer solchen Zerfallsreihe stets konstant. Die drei genannten Anfangsnuklide haben verschiedene Werte von m. Daher erzeugt
- Uran-238 die „(4n+2)-Reihe“ oder Uran-Radium-Reihe mit dem Endnuklid Blei-206,
- Uran-235 die „(4n+3)-Reihe“ oder Uran-Actinium-Reihe mit dem Endnuklid Blei-207,
- Thorium-232 die „(4n)-Reihe“ oder Thorium-Reihe mit dem Endnuklid Blei-208.

Thorium-232 ist zwar primordial, aber nach heutiger Kenntnis sind auch seine Vorgängernuklide bis zum Plutonium-244 auf der Erde vorhanden.

## Die vierte Zerfallsreihe
In der obigen (4n+m)-Systematik „fehlt“ eine Reihe mit m = 1. Da es im Massenzahlbereich von Uran und Thorium kein primordiales Nuklid mit A = 4n+1 gibt, kommt eine solche Zerfallsreihe in der Natur nicht (mehr) vor. Der Systematik zuliebe wird aber die Zerfallsreihe der künstlich erzeugbaren Nuklide Plutonium-241 oder Neptunium-237, 
- die „(4n+1)-Reihe“ oder Neptunium-Reihe  mit dem Endnuklid Thallium-205,

als diese fehlende vierte Reihe betrachtet. Das letzte Radionuklid dieser Reihe, Bismut-209, ist wegen seiner extrem langen Halbwertszeit noch vorhanden. Es wurde lange für das Endnuklid gehalten, bis 2003 entdeckt wurde, dass es ein Alphastrahler mit 19 Trillionen Jahren Halbwertszeit ist.
Geringe Mengen 237Np entstehen durch (n,2n) Reaktionen (ein [schnelles] Neutron trifft auf und wird absorbiert, zwei Neutronen werden ausgestoßen) in Uran-238 gefolgt von Betazerfall des kurzlebigen Uran-237. Die dafür benötigten schnellen Neutronen stammen aus Spontanspaltung oder kosmischer Strahlung. Diese Reaktion ist jedoch derart selten, dass inzwischen menschengemachtes Np-237 in weit größeren Ausmaß auf der Erde vorhanden ist als jenes, welches diesem Prozess entspringt. Die Reaktion, welche in Kernreaktoren üblicherweise zum größten Anteil Np-237 beträgt, ist Neutroneneinfang in Uran-235, welcher nicht zur Spaltung führt (bei thermischen Neutronen erfolgt in etwa 14,5 % der Reaktionen zwischen 235U und Neutronen keine Spaltung, sondern die Bildung von 236U) gefolgt von Neutroneneinfang in Uran-236 und wiederum Betazerfall von Uran-237. Im Naturreaktor Oklo herrschten vor fast zwei Milliarden Jahren sehr ähnliche Bedingungen wie in menschengemachten Leichtwasserreaktoren, sodass zweifellos auch Np-237 gebildet wurde. Dies ist jedoch seither zerfallen. Aufgrund der höheren Geschwindigkeit der Neutronen (Abwesenheit von Neutronenmoderatoren), der geringen Menge verfügbaren 235U, und der – im Vergleich zu Kernreaktoren – niedrigen Neutronenflussdichte, ist die oben beschriebene Reaktion in Uranerzen heutzutage jedoch kaum noch anzutreffen. Eine weitere Quelle von Np-237 ist der Zerfall von Americium-241. Dieses künstliche Radionuklid ist ein Alphastrahler mit 432 Jahren Halbwertszeit und findet in Rauchmeldern vor allem im angloamerikanischen Raum Anwendung. Da – insbesondere in der Vergangenheit – die Entsorgung nicht immer sachgemäß erfolgte sind inzwischen geringe aber nachweisbare Mengen Neptunium in die Umwelt gelangt, sodass diese Zerfallsreihe „reaktiviert“ worden ist.
Das Nuklid 210Tl emittiert in sehr seltenen Fällen (0,007 %) ein einzelnes Neutron. Dann wechselt der Kern von der Uran-Radium-Reihe auf die Neptunium-Reihe. 

## Lage in der Nuklidkarte
|              | N =    | 124               | 125               | 126               | 127               | 128   | 129                 | 130                 | 131                 | 132                 | 133   | 134                        | 135                        | 136                        | 137                        | 138   | 139                         | 140                         | 141                         | 142                         | 143   | 144                               | 145                               | 146                               | 147                               | 148                               | 149   | 150   |  |
| ------------ | ------ | ----------------- | ----------------- | ----------------- | ----------------- | ----- | ------------------- | ------------------- | ------------------- | ------------------- | ----- | -------------------------- | -------------------------- | -------------------------- | -------------------------- | ----- | --------------------------- | --------------------------- | --------------------------- | --------------------------- | ----- | --------------------------------- | --------------------------------- | --------------------------------- | --------------------------------- | --------------------------------- | ----- | ----- |  |
| Curium       | Z = 96 |                   |                   |                   |                   |       |                     |                     |                     |                     |       |                            |                            |                            |                            |       |                             |                             |                             |                             |       |                                   |                                   | 242Cm                             |                                   | 244Cm                             |       | 246Cm |  |
| Americium    | Z = 95 |                   |                   |                   |                   |       |                     |                     |                     |                     |       |                            |                            |                            |                            |       |                             |                             |                             |                             |       |                                   | 240Am                             | 241Am                             | 242Am                             | 243Am                             | 244Am |       |  |
| Plutonium    | Z = 94 |                   |                   |                   |                   |       |                     |                     |                     |                     |       |                            |                            |                            |                            |       |                             |                             |                             | 236Pu                       | 237Pu | 238Pu                             | 239Pu                             | 240Pu                             | 241Pu                             | 242Pu                             | 243Pu | 244Pu |  |
| Neptunium    | Z = 93 |                   |                   |                   |                   |       |                     |                     |                     |                     |       |                            |                            |                            |                            |       |                             | 233Np                       | 234Np                       | 235Np                       | 236Np | 237Np                             | 238Np                             | 239Np                             | 240Np                             |                                   |       |       |  |
| Uran         | Z = 92 |                   |                   |                   |                   |       |                     |                     |                     |                     |       |                            |                            |                            |                            | 230U  | 231U                        | 232U                        | 233U                        | 234U                        | 235U  | 236U                              | 237U                              | 238U                              | 239U                              | 240U                              |       |       |  |
| Protactinium | Z = 91 |                   |                   |                   |                   |       |                     |                     |                     |                     |       |                            |                            |                            |                            | 229Pa | 230Pa                       | 231Pa                       | 232Pa                       | 233Pa                       | 234Pa |                                   |                                   |                                   |                                   |                                   |       |       |  |
| Thorium      | Z = 90 |                   |                   |                   |                   |       |                     |                     |                     |                     |       |                            |                            | 226Th                      | 227Th                      | 228Th | 229Th                       | 230Th                       | 231Th                       | 232Th                       | 233Th | 234Th                             |                                   |                                   |                                   |                                   |       |       |  |
| Actinium     | Z = 89 |                   |                   |                   |                   |       |                     |                     |                     |                     |       |                            |                            | 225Ac                      | 226Ac                      | 227Ac | 228Ac                       |                             |                             |                             |       |                                   |                                   |                                   |                                   |                                   |       |       |  |
| Radium       | Z = 88 |                   |                   |                   |                   |       |                     |                     |                     |                     | 221Ra | 222Ra                      | 223Ra                      | 224Ra                      | 225Ra                      | 226Ra | 227Ra                       | 228Ra                       |                             |                             |       |                                   |                                   |                                   |                                   |                                   |       |       |  |
| Francium     | Z = 87 |                   |                   |                   |                   |       |                     |                     |                     |                     |       | 221Fr                      | 222Fr                      | 223Fr                      |                            |       |                             |                             |                             |                             |       |                                   |                                   |                                   |                                   |                                   |       |       |  |
| Radon        | Z = 86 |                   |                   |                   |                   |       |                     |                     | 217Rn               | 218Rn               | 219Rn | 220Rn                      |                            | 222Rn                      |                            |       |                             |                             |                             |                             |       |                                   |                                   |                                   |                                   |                                   |       |       |  |
| Astat        | Z = 85 |                   |                   |                   |                   |       |                     | 215At               |                     | 217At               | 218At | 219At                      |                            |                            |                            |       |                             |                             |                             |                             |       |                                   |                                   |                                   |                                   |                                   |       |       |  |
| Polonium     | Z = 84 |                   |                   | 210Po             | 211Po             | 212Po | 213Po               | 214Po               | 215Po               | 216Po               |       | 218Po                      |                            |                            |                            |       |                             |                             |                             |                             |       |                                   |                                   |                                   |                                   |                                   |       |       |  |
| Bismut       | Z = 83 |                   |                   | 209Bi             | 210Bi             | 211Bi | 212Bi               | 213Bi               | 214Bi               | 215Bi               |       |                            |                            |                            |                            |       |                             |                             |                             |                             |       |                                   |                                   |                                   |                                   |                                   |       |       |  |
| Blei         | Z = 82 | 206Pb             | 207Pb             | 208Pb             | 209Pb             | 210Pb | 211Pb               | 212Pb               |                     | 214Pb               |       |                            |                            |                            |                            |       |                             |                             |                             |                             |       |                                   |                                   |                                   |                                   |                                   |       |       |  |
| Thallium     | Z = 81 | 205Tl             | 206Tl             | 207Tl             | 208Tl             | 209Tl | 210Tl               |                     |                     |                     |       |                            |                            |                            |                            |       |                             |                             |                             |                             |       |                                   |                                   |                                   |                                   |                                   |       |       |  |
| Quecksilber  | Z = 80 |                   |                   | 206Hg             |                   |       |                     |                     |                     |                     |       |                            |                            |                            |                            |       |                             |                             |                             |                             |       |                                   |                                   |                                   |                                   |                                   |       |       |  |
|              | N =    | 124               | 125               | 126               | 127               | 128   | 129                 | 130                 | 131                 | 132                 | 133   | 134                        | 135                        | 136                        | 137                        | 138   | 139                         | 140                         | 141                         | 142                         | 143   | 144                               | 145                               | 146                               | 147                               | 148                               | 149   | 150   |  |
|              |        |                   |                   |                   |                   |       |                     |                     |                     |                     |       |                            |                            |                            |                            |       |                             |                             |                             |                             |       |                                   |                                   |                                   |                                   |                                   |       |       |  |
| Legende:     |        | Uran-Radium-Reihe | Uran-Radium-Reihe | Uran-Radium-Reihe | Uran-Radium-Reihe |       | Uran-Actinium-Reihe | Uran-Actinium-Reihe | Uran-Actinium-Reihe | Uran-Actinium-Reihe |       | (Plutonium-) Thorium-Reihe | (Plutonium-) Thorium-Reihe | (Plutonium-) Thorium-Reihe | (Plutonium-) Thorium-Reihe |       | (Plutonium-)Neptunium-Reihe | (Plutonium-)Neptunium-Reihe | (Plutonium-)Neptunium-Reihe | (Plutonium-)Neptunium-Reihe |       | stabiles oder primordiales Nuklid | stabiles oder primordiales Nuklid | stabiles oder primordiales Nuklid | stabiles oder primordiales Nuklid | stabiles oder primordiales Nuklid |       |       |  |
|              |        | Fortsetzung       | Fortsetzung       | Fortsetzung       | Fortsetzung       |       | Fortsetzung         | Fortsetzung         | Fortsetzung         | Fortsetzung         |       | Fortsetzung                | Fortsetzung                | Fortsetzung                | Fortsetzung                |       | Fortsetzung                 | Fortsetzung                 | Fortsetzung                 | Fortsetzung                 |       |                                   |                                   |                                   |                                   |                                   |       |       |  |
|              |        |                   |                   |                   |                   |       |                     |                     |                     |                     |       |                            |                            |                            |                            |       |                             |                             |                             |                             |       |                                   |                                   |                                   |                                   |                                   |       |       |  |

## Historische Bezeichnungen
In der klassischen Zeit der Erforschung der radioaktiven Zerfallsreihen – also im frühen 20. Jahrhundert – wurden die verschiedenen Nuklide mit anderen Namen bezeichnet, an denen sich die Zugehörigkeit zu einer natürlichen Zerfallsreihe und die Ähnlichkeit in den Eigenschaften erkennen ließ (z. B. sind Radon, Thoron und Actinon allesamt Edelgase):
| Nuklid | historischer Name | historischer Name |
| Nuklid | kurz              | Langform          |
| ------ | ----------------- | ----------------- |
| 238U   | UI                | Uran I            |
| 235U   | AcU               | Actinuran         |
| 234U   | UII               | Uran II           |
| 234mPa | UX2               | Uran X2           |
| 234Pa  | UZ                | Uran Z            |
| 231Pa  | Pa                | Protactinium      |
| 234Th  | UX1               | Uran X1           |
| 232Th  | Th                | Thorium           |
| 231Th  | UY                | Uran Y            |
| 230Th  | Io                | Ionium            |
| 228Th  | RdTh              | Radiothor         |
| 227Th  | RdAc              | Radioactinium     |
| 228Ac  | MsTh2             | Mesothor 2        |
| 227Ac  | Ac                | Actinium          |
| 228Ra  | MsTh1             | Mesothor 1        |
| 226Ra  | Ra                | Radium            |
| 224Ra  | ThX               | Thorium X         |
| 223Ra  | AcX               | Actinium X        |
| 223Fr  | AcK               | Actinium K        |
| 222Rn  | Rn                | Radon             |
| 220Rn  | Tn                | Thoron            |
| 219Rn  | An                | Actinon           |
| 218Po  | RaA               | Radium A          |
| 216Po  | ThA               | Thorium A         |
| 215Po  | AcA               | Actinium A        |
| 214Po  | RaC′              | Radium C′         |
| 212Po  | ThC′              | Thorium C′        |
| 211Po  | AcC′              | Actinium C′       |
| 210Po  | RaF               | Radium F          |
| 214Bi  | RaC               | Radium C          |
| 212Bi  | ThC               | Thorium C         |
| 211Bi  | AcC               | Actinium C        |
| 210Bi  | RaE               | Radium E          |
| 214Pb  | RaB               | Radium B          |
| 212Pb  | ThB               | Thorium B         |
| 211Pb  | AcB               | Actinium B        |
| 210Pb  | RaD               | Radium D          |
| 208Pb  | ThD               | Thorium D         |
| 207Pb  | AcD               | Actinium D        |
| 206Pb  | RaG               | Radium G          |
| 210Tl  | RaC″              | Radium C″         |
| 208Tl  | ThC″              | Thorium C″        |
| 207Tl  | AcC″              | Actinium C″       |

Die drei natürlichen Zerfallsreihen sähen in dieser alten Bezeichnungsweise folgendermaßen aus:
- Uran-Radium-Reihe: UI → UX1 → UX2 (→ UZ) → UII → Io → Ra → Rn → RaA → RaB → RaC → RaC′ (oder RaC″) → RaD → RaE → RaF → RaG
- Uran-Actinium-Reihe: AcU → UY → Pa → Ac → RdAc (oder AcK) → AcX → An → AcA → AcB → AcC → AcC″ (oder AcC′) → AcD
- Thorium-Reihe: Th → MsTh1 → MsTh2 → RdTh → ThX → Tn → ThA → ThB → ThC → ThC′ (oder ThC″) → ThD

## Berechnung der Konzentration von Nukliden einer Zerfallsreihe
Nuklide zerfallen nach einer Kinetik erster Ordnung (vgl. Zerfallsgesetz), so dass die zeitabhängige Konzentration eines einzelnen Nuklids recht einfach zu berechnen ist. Die Fragestellung wird deutlich komplizierter, wenn das Nuklid als Glied einer Zerfallsreihe aus Vorläufernukliden laufend nachgebildet wird. Ein kurzer und übersichtlicher Weg zur Berechnung seiner Konzentration unter dieser Voraussetzung findet sich bei Jens Christoffers (1986); der Autor gibt auch einen Algorithmus zur Programmierung der Berechnung an.

## Radionuklide außerhalb der Zerfallsreihen
Es gibt einige Betastrahler, welche nicht aufgrund zu hoher Atommasse, sondern aufgrund des instabilen Verhältnisses von Neutronen zu Protonen radioaktiv sind. Dies ist der Grund für die „Lücken“ im Periodensystem der stabilen Elemente bei den Kernladungszahlen 43 und 61 (abgesehen von diesen beiden haben alle Elemente von Wasserstoff bis Blei nach heutiger Kenntnis mindestens ein stabiles Isotop, aber kein Element mit Kernladungszahl >82 hat stabile Isotope). Die Elemente Technetium und Promethium, welche dieser Kernladungszahl entsprechen, wurden erstmals als Spaltprodukte nachgewiesen und entsprechend benannt („das durch Technologie entdeckte Element“ bzw. „das Element des Feuerbringers“). Jedoch ist inzwischen bekannt, dass sie in der Natur in extrem geringer Konzentration durch Spontanspaltung entstehen und respektive durch Betazerfall wieder zerstört werden. Technetium-99, das bedeutendste (wenn auch nicht das langlebigste) Technetium-Isotop, wird jedoch auch durch Neutroneneinfang in Molybdän-98, gefolgt von Betazerfall, hergestellt. Diese Produktionsmethode wird vom Menschen angewandt, kommt jedoch auch in der Natur vor, wenn Molybdänmineralien entsprechenden Neutronenströmen ausgesetzt sind.
Mengenmäßig der bedeutendste Betastrahler auf Erden (und auch im menschlichen Körper) ist jedoch Kalium-40, ein sehr langlebiges Kalium-Isotop, welches sowohl zu Argon-40 als auch (häufiger) zu Calcium-40 zerfallen kann. Die Menge an Kalium-40, welche einst auf Erden vorhanden gewesen sein muss, lässt sich nicht nur durch „Zurückrechnen“ abschätzen, sondern auch anhand der Tatsache, dass Argon das dritthäufigste Gas der Erdatmosphäre ist und dabei – anders als Argon in der Sonne – fast ausschließlich aus 40Ar besteht, also mit an Sicherheit grenzender Wahrscheinlichkeit aus dem Zerfall von 40K entstanden ist.
Kosmogene Radionuklide finden sich auf der Erde in einem dynamischen Fließgleichgewicht, wobei in der oberen Atmosphäre größenordnungsmäßig so viel gebildet wird wie im gleichen Zeitraum zerfällt. Bekanntestes dieser Radionuklide ist Kohlenstoff-14, welches zur Datierung mittels Radiokarbonmethode genutzt wird.